# Slaget vid Fort Carillon
Slaget vid Fort Carillon utkämpades den 8 juli 1758. En överlägsen brittisk styrka genomförde ett flertal frontalanfall mot franska ställningar bakom förhuggningar, men led ett blodigt nederlag. Den franska segern fördröjde den brittiska invasionen av Kanada med ett år.

## Bakgrund
Fälttågssäsongen 1758 hade den brittiska armén i Nordamerika tre mål i kriget mot Nya Frankrike; tre franska fästningsverk skulle erövras: Louisbourg, Fort Duquesne och Fort Carillon. För den sistnämnda uppgiften samlade generalmajor James Abercromby en armé i södra änden av Lake George. Det var den största armé som dittills hade samlats i Nordamerika och bestod av mer än 15 000 soldater.

## Striden

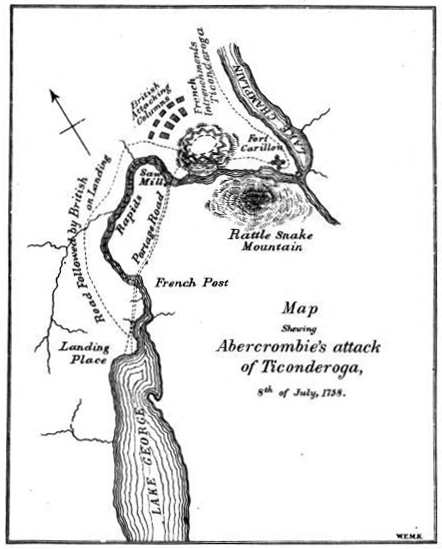
Karta som visar britternas landstigningsplats (Landing Place); vägen över mårkan (Portage Road); den väg som de brittiska trupperna tog (Road Followed by British on Landing).

Plan över slaget vid Fort Carillon.

I början på juli seglade Abercrombys armé på mer än 1500 barkasser och pråmar norrut och landsteg den 6 juli vid sjöändan, där mårkan ner mot Fort Carrilon började. Britterna ryckte sedan fram genom skogen så att man kunde gruppera sig på landsidan bakom det franska fortet. Under tiden grupperade den franske befälhavaren Louis-Joseph de Montcalm sina åtta reguljära bataljoner så att de kunde möta britterna bakom förhuggningar. Det franska marininfanteriet, den kanadensiska milisen och de indianska allierade var utspridda i de anslutande skogspartierna. Det fanns bergshöjder varifrån Abercrombys belägringsartilleri lätt kunde ha skjutit sönder fortet, men detta skulle ha tagit flera veckor och generalen ville ha en snabb seger. Hans ingenjörer försäkrade också honom att de franska ställningarna var svaga. Abercromby beslöt därför att genomföra ett frontalanfall. Detta tog sin början vid middagstid den 8 juli och kostade den brittiska armén nästan tvåtusen man utan att man lyckades bryta in i de franska ställningarna. Abercromby gav då upp och beordrade reträtt söderut.

## Efterspel
På natten evakuerade britterna sitt artilleri och sina sårade. I gryningen embarkerade man sina båtar och återvände till lägret vid Lake George. Franska spaningspatruller fann övergivna ställningar och tecken på att de brittiska trupperna hade gripits av panik. Den franska segern vid Fort Carillon hade stoppat den brittiska invasionen av Kanada.